# Heather McAdam
Heather McAdam (24 gennaio 1968) è un'attrice statunitense.
I suoi ruoli principali sono quello di Alexandra in alcuni episodi della quarta stagione de L'albero delle mele, quello di Caherine "Cat" Margolis nella serie televisiva Sisters, Dwana Pusser in Uno sceriffo contro tutti e Michelle Ryan in Pattuglia recupero. Ha anche fatto apparizioni come ospite in diversi altri programmi TV tra cui Il tocco di un angelo, Beverly Hills 90210, In viaggio nel tempo e Matlock.
La McAdam ha ricevuto una nomination per un Young Artist Award nel 1983 nella categoria Migliore giovane attrice in uno speciale televisivo per il ruolo di Jo Davis in uno speciale di CBS Afternoon Playhouse.

## Filmografia parziale
- La signora in giallo (Murder, She Wrote) – serie TV, episodio 6x10 (1989)